# François Héraly
François Héraly, né en 1856 dans le hameau de Flavin près de Namur en Belgique et mort entre le 20 et le 22 juillet 1920 à Montréal, est un clarinettiste, chef d'orchestre et professeur de musique canadien d'origine belge. 

## Biographie

### Belgique
François Héraly commença à étudier la musique en 1867 à Bruxelles. Il entra ensuite au Conservatoire royal de Namur en 1873 où il fut membre de l'orchestre du régiment. 
En 1877, il s'inscrivit au Conservatoire royal de Liège et après avoir terminé ses études, il dirigea des ensembles musicaux, en Belgique, en France, en Suisse et en Algérie. 

### Canada
En 1894, François Héraly émigra au Canada où il resta jusqu'à la fin de sa vie. Là, au Québec, il rencontra et épousa la pianiste et professeur de musique Ida Héraly (née Campbell). De 1894 à 1897, il prit la direction de l'harmonie de Sherbrooke. Par la suite, il fut actif en tant que chef d'orchestre à Montréal. 
Vers 1903, il devint directeur musical au parc Sohmer et a formé l'ensemble musical Tempérance de la paroisse de Saint-Pierre-Apôtre parmi les membres il y avait un jeune batteur nommé Wilfrid Pelletier. Il fut également professeur de musique tout au long de sa carrière et enseigna pendant un certain nombre d'années au Conservatoire national de Montréal. Parmi ses élèves notables, on compte  Paul Pratt. 